# Pinus pumila
Pinus pumila é uma espécie de pinheiro originária do Velho Mundo, mais precisamente da região da Ásia.